# Mikeas Sánchez
Pour les articles homonymes, voir Sánchez.
Mikeas Sánchez née à proximité de Chapultenango, au Chiapas, en 1980, est une poète, enseignante, conteuse, traductrice et animatrice de radio mexicaine d'origine zoque.

## Biographie
Elle est née en 1980 à Tujsübajk (Río de agua verde), à proximité de Chapultenango, au Chiapas, Mexique, au sein d’une fratrie de 10 frères et sœurs. Sa mère ne parle pas espagnol, mais aime lui raconter des histoires en langue zoque. Son grand-père est un médecin traditionnel, qui, pour guérir les personnes qui le sollicitaient s’exprimait en zoque. « Mes grands oncles et tantes étaient également des médecins et des danseurs traditionnels ; c'étaient des hommes de grand savoir qui s'étaient tenus éloignés du christianisme pour préserver les traditions orales, la musique, la danse et les anciennes prières avec lesquelles ils guérissaient », explique-t-elle.
Elle est titulaire d'un diplôme en sciences de l'éducation de l'Universidad Juárez Autónoma de Tabasco,.
Elle publie des poésies et des récits en langue zoque dans diverses revues et magazines. Elle reçoit plusieurs bourses et prix, comme le prix d'État «Pat O' tan» 2004 pour la poésie indigène,, ou encore  le prix narratif «Y el Bolom dice», décerné par le Centre national des langues, de l'art et de la littérature indigènes (es). Ayant obtenu une bourse de la fondation Ford, elle reprend alors des études en didactique des langues et des littératures à l'université autonome de Barcelone.
Son travail apparaît dans des anthologies telles que Los abismos de la palabra, éditée par l’Universidad Intercultural de Chiapas en 2005,. En 2006, elle participe au programme du centre de traduction littéraire du Banff Centre International, à Calgary, au Canada. Cette même année 2006, elle publie Maka mujsi tumä jama (traduit et publié également en espagnol sous le titre Y sabrás un día [Et tu sauras un jour].
Elle devient directrice de Radio Copainalá "La Voz de los Vientos (es)", une station de radio qui diffuse ses émissions en langues zoque et tzotzil sur une quarantaine de municipalités. Elle participe aussi à des événements littéraires comme le Festival international de poésie de Medellin (es), et participe à des enregistrements d’albums.
En 2014, elle est nommée pour le prix Pushcart aux États-Unis. Certains de ses poèmes ont été traduits en catalan, italien, allemand, maya, portugais et anglais,.
Elle explique que, de son point de vue, la littérature dans la langue zoque a une qualité naturellement poétique, du fait d'un lien spirituel différent avec la nature. « Il s'agit d'une relation symbiotique avec la nature. Vous chantez pour elle, vous lui rendez hommage, vous lui demandez la permission. Il existe donc un langage cérémoniel pour s'adresser à ce qui nous est supérieur. La tradition poétique vient de cette pensée, de ce que l'on ne peut pas expliquer, de ce qui est plus grand que nous », indique-t-elle.

## Principales publications
- 2006 : Maka mujsi tumä jama
- 2011 : Äj’ ngujkomo
- 2012 : Mumure’ tä’ yäjktambä
- 2013 : Kobikyajubä’jaye
- 2013 : Mojk’jäyä/Mokaya